# Jean Agélou
Jean Bernard Agélou (Alessandria d'Egitto, 16 ottobre 1878 – Autry-le-Châtel, 2 agosto 1921) è stato un fotografo francese.

## Biografia

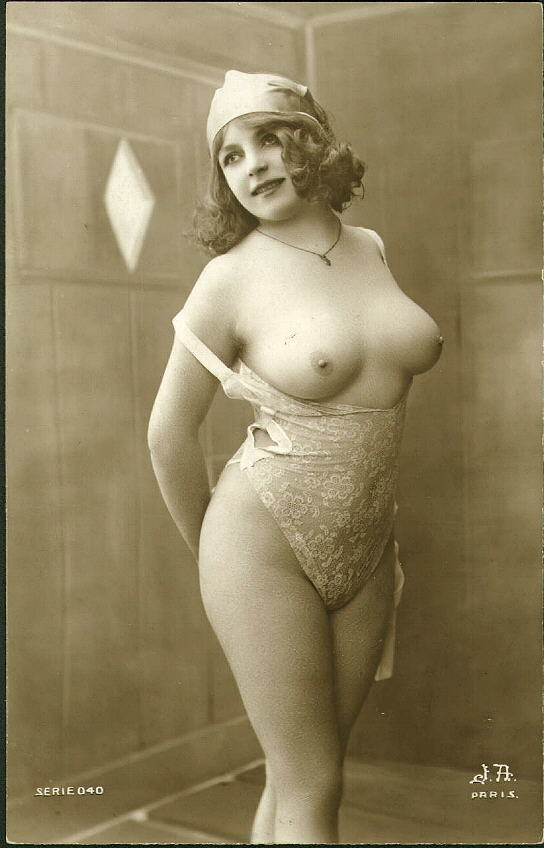
Una fotografia di Agélou ritraente Miss Fernande.

Jean Agélou è noto per i suoi nudi fotografici che realizzò agli inizi del ventesimo secolo. Le sue fotografie sono firmate "JA" e una delle sue modelle preferite è identificata con il nome di Fernande, grazie alla dedica sul retro di una fotografia (nonostante spesso venga affermato il contrario, non si tratta di Fernande Barrey, modella di Modigliani). Ai collezionisti è nota come "Miss Fernande".
Il Novecento, fu un'epoca d'oro per la fotografia erotica, ma le immagini circolavano clandestinamente e i fotografi erano costretti ad adottare una certa discrezione. Da ciò, evidentemente, deriva la firma "JA", molto nota ai collezionisti odierni e dietro la quale si nascose Agélou. Ci volle molto tempo affinché si scoprisse il vero autore, nato nell'ottobre del 1878 ad Alessandria, da madre greca, Marie Carragio, e da padre francese, Paul Isidore Agélou, il direttore delle Poste francesi a Costantinopoli, nonché cavaliere della Legione d'onore (1901).

Agélou partì per Parigi agli inizi del secolo e stabilì il suo studio fotografico all'ultimo piano di un immobile della rue Marcadet, nel diciottesimo arrondissement. Fu un ritrattista stimato e fece i suoi primi passi nella fotografia di nudo. Egli pubblicò i suoi scatti nella rivista L'Étude académique, una pubblicazione che in teoria era destinata agli artisti e che contava fino a 20.000 abbonati. Divenne anche un editore di cartoline, un mezzo che allora viveva la sua epoca d'oro.

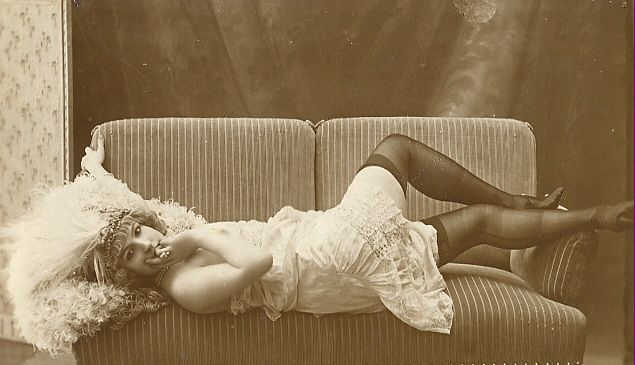
Una fotografia di Agélou ritraente Maud d'Orby.

Jean lavorò con suo fratello Georges, che si occupò degli aspetti commerciali. Jean lavorava alla ricerca delle modelle (come la cantante d'opera Maud d'Orby) e degli scatti. Le fotografie venivano fatte in studio e con la luce naturale, mentre i fondali erano commissionati a dei pittori che realizzavano ogni tipo di decorazione.
Le foto di Agélou, che potevano risollevare il morale delle truppe, sfuggirono alla censura e circolarono nelle trincee durante la prima guerra mondiale. Nel 1921, Jean Agélou morì in un incidente automobilistico nei pressi di Gien, in compagnia di suo fratello Georges, all'età di 42 anni.
Christian Bourdon, un grande collezionista di cartoline, ha ricostruito la biografia di Jean Agélou e si è impegnato per dare vita a una monografia il più completa possibile su questo autore, un libro pubblicato nel 2006 dalle Editions Marval.